# 甕津郡 (仁川廣域市)
甕津郡（韩语：／ Ongjin gun），是大韩民国仁川廣域市的郡，與朝鲜民主主义人民共和国接壤。現時管有7個面、73個里、273個班，面積合共164.34平方公里。人口有15,609人，分屬6,801個戶籍家庭。郡廳現時位於仁川市內的彌鄒忽區。

## 歷史
甕津郡早在被西漢佔領時已有人居住，當時屬於樂浪郡。在公元4世紀的三國時代，甕津郡附近一帶屬於高句麗，叫作「甕泉」。到了高麗太祖時，甕川被改名為甕津。1018年（高麗顯宗九年），甕津置縣。
甕津郡的名稱源於當地的甕津半島，原屬黃海道，直到1945年，甕津郡管有一個邑及10個面，即：甕津邑、茄川面、交井面、東南面、鳳邱面、富民面、北面、西面、龍淵面、龍泉面、興嵋面。1945年8月15日獨立後，南北分治，38線以北的交井面和茄川面歸北韓管轄，現歸黃海南道；以南的甕津邑、東南面、鳳邱面、富民面、北面、西面、龍淵面、龍泉面、興嵋面歸大韓民國管轄，屬於京畿道。
朝鮮戰爭開戰時，半島受到朝鮮人民軍的攻擊而失陷。休戰後，甕津半島地域被劃歸北韓，南韓統治的地區只餘下白翎島和延坪島。
- 1945年11月3日：碧城郡（벽성군）的海南面（해남면）、東江面（동강면）、松林面（송림면）和長淵郡（장연군）的白翎面（백령면）被編入甕津郡，合共1邑12面)[3] 韓戰期間被北韓暫時佔領。
- 1951年1月4日：在仁川中區沓洞設置郡臨時事務所
- 1953年7月27日：休戰後，松林面的一部（延坪島周邊）和白翎面被「收復」，回歸甕津郡，甕津郡這時有2個面；甕津邑、富民面、龍淵面、鳳邱面、興嵋面、海南面、東江面、東南面、北面、西面、龍泉面、交井面、茄川面和松林面的一部成為了北韓的領土。
- 1962年：白翎面設置大青出張所。
- 1973年7月1日：富川郡的永宗面（영종면）、北島面（북도면）、龍游面（용유면）、德積面（덕적면）、靈興面（영흥면）及大阜面（대부면）被編入[4]，甕津郡這時有8個面。
- 1974年7月1日：大青出張所升格成為大青面，並從白翎面分離出來，甕津郡這時有9個面。
- 1983年2月15日：靈興面（영흥면）的紫月里、이작리和德積面的승봉리組成紫月面（자월면）[5]，甕津郡這時有10個面。
- 1989年1月1日：永宗面（영종면）和龍游面（용유면）被編入仁川直轄市的中區[6]，甕津郡餘下8個面。
- 1994年12月26日：大阜面（대부면）被編入安山市[7]，甕津郡餘下7個面。
- 1995年1月1日：從京畿道編入仁川廣域市[8]。
- 1999年7月20日：松林面改名為延坪面。

## 行政區劃

行政區劃圖

- 北島面 (북도면)：1914年設立，包含信島、矢島、茅島，原屬富川郡，1973年7月1日富川郡廢置，被劃歸甕津郡[4]。
- 延坪面 (연평면)：1938年10月成立，當時是黃海道碧城郡(벽성군)松林面(송림면)的松峴里(송현리)。1945年獨立後，成為了京畿道甕津郡松林面的松峴里。1951年1月，松峴里成為了面事務所的所在地，並改名為延坪里。1995年3月，仁川廣域市甕津郡成立。1999年7月改名為延坪面。
- 白翎面 (백령면)：管有白翎島。原屬黃海道長淵郡，1945年被併入京畿道的甕津郡。韓戰爆發後曾一度被北韓佔領，戰後 1953年7月 收归南韩。
- 大青面 (대청면)：由大青里和小青里組成，分別有大青島和小青島。1962年，大青出張所設置；1974年7月，大青出張所從白翎面分離出來。
- 德積面 (덕적면)：主要管轄德積島。1914年設立，原屬富川郡，1973年7月1日富川郡廢置，被併入甕津郡[4]；1983年2月15日，昇鳳里劃出加入新設立的紫月面[5]。
- 紫月面 (자월면)：1983年2月15日，由原靈興面管轄的紫月里、伊作里和德積面管轄的的昇鳳里新設置[5]。
- 靈興面 (영흥면)：1914年設立，原屬富川郡，1973年7月1日富川郡廢置，被併入甕津郡[4]；1983年2月15日，紫月里及伊作里劃出成為紫月面[5]。

## 外部連結
- 仁川廣域市：甕津郡廳  （页面存档备份，存于）
- Empas百科事典：甕津郡